# San Bartolo Ozocalpan
San Bartolo Ozocalpan är en ort i Mexiko.   Den ligger i kommunen Chapantongo och delstaten Hidalgo, i den sydöstra delen av landet, 100 km norr om huvudstaden Mexico City. San Bartolo Ozocalpan ligger 2 263 meter över havet och antalet invånare är 1 476.
Terrängen runt San Bartolo Ozocalpan är kuperad åt sydväst, men åt nordost är den platt. Runt San Bartolo Ozocalpan är det ganska tätbefolkat, med 185 invånare per kvadratkilometer. Närmaste större samhälle är Nopala de Villagran, 16,6 km väster om San Bartolo Ozocalpan. I omgivningarna runt San Bartolo Ozocalpan växer huvudsakligen savannskog.